# برونو مینیتی
برونو مینیتی (ایتالیایی: Bruno Minniti؛ زادهٔ ۵ دسامبر ۱۹۵۴) بازیگر اهل ایتالیا است.

## گزیدهٔ نقش‌آفرینی‌ها
- خانم دکتر ملوانان را بیشتر می‌پسندد (۱۹۸۱)
- همسر سفیدپوش… عاشق آتشین‌مزاج (۱۹۸۰)
- خانم دکتر رفته پیش جناب سرهنگ! (۱۹۸۰)
- قاتلان پورنو (۱۹۸۰)